# 1781 en philosophie
Chronologie de la philosophie
- 1777
- 1778
- 1779
- 1780
- 1781
- 1782
- 1783
- 1784
- 1785

L’année 1781 a été marquée, en philosophie, par les événements suivants :

## Publications
- Emmanuel Kant : Critique de la raison pure (1781 ; 2nde éd. 1787).
- Jean-Jacques Rousseau : 
  - Essai sur l'origine des langues — Posthume.
  - Émile et Sophie, ou les Solitaires — Publication posthume en 1781, suite inachevée de l'Émile

## Décès
- Novembre à Naples : Emanuele Duni, né le 24 mars 1714 à Matera, est un juriste et philosophe italien.